# زولما كارود
زولما كارو (24 مارس 1796 - 24 أبريل 1889) هي كاتبة فرنسية. اشتهرت بكتب أطفالها وكتبهم المدرسية وخاصة ليتل جوان أو واجب و موريشيوس أو العمل .

## النشأة والعائلية
ولدت في 24 مارس 1796 في مدينة إيسودون . التحقت بمدرسة داخلية حيث التقت بلور دي بلزاك ومن خلالها، أونوريه دي بلزاك ، وكلاهما ظلتا صديقتين.  تزوجت من ابن عمها الثاني فرانسوا ميشيل كارو ، الذي كان أكبر منها ب15 عاما، في عام 1816. كان لديهم طفلان، إيفان ويوريك. انتقلوا إلى نوهانت للعيش مع شقيقها بسبب مشاكل مالية في خمسينيات القرن التاسع عشر.  توفيت في باريس في 24 أبريل 1889 عن عمر يناهز 93